# 栗原玲児・土曜焦点
栗原玲児・土曜焦点（くりはられいじ どようしょうてん）は、札幌テレビ放送で放送されていた討論番組。

## 概要
栗原玲児を司会に据え、中央の知識人と地元視聴者が円卓を囲み過疎・北海道旧土人保護法・北方領土・原子力発電などの社会問題から学生・主婦などの普遍的で身近な話題まで様々なテーマで意見を交わし、北海道の抱えるあらゆる事象に迫る討論番組。主婦層を主なターゲットとして女性像等主婦の生きがいに関するテーマの他、社会・政治への関心も考慮して社会問題も数多く取り上げた。
1969年大晦日に放送された「ゆく年くる年」でSTVが担当した札幌市時計台前からの中継にて、レポーターを務めた栗原玲児の若者とのテンポの早いやりとりをスタッフが目にしたことをきっかけとして栗原を司会に据えた番組制作を行うこととし、伊坂重孝報道制作局長が教養番組に新たな要素を付け加えることを検討する中で、北海道の地域社会にダイレクトに働きかける問題提起的な番組を志向し、従来ラジオ番組の領域とされていた討論番組の常識に対立する形で発言者と聞き手の表情をテレビに映し対話のドキュメントを展開するトーク番組として本番組が企画された。制作局長を務めていた清水幹夫は「人間性の尊厳や精神文化を人間のみが持つ言葉と感情で確かめ合う必要がある」「見方や考え方が二者択一的な結果の方向に拘束され、過程を重視していないことに気づいた、テレビはこうした傾向に責任の一半を負うべき」「人間の人間による討議を通して人間ドキュメントを描こうということにまとまった」といった考えをSTVの社内報で述べた。
番組当初にはテーマを明確にする工夫として序盤に寸劇のコーナーを設けたり、複数のグループの討論から開始しそれを下敷きにメイントークへ移行する形や、大通公園や団地での取材映像を挟むといった構成も行われたものの、その後栗原とSTVアナウンサー男女各1名の司会3名を中心にパネラー6-8名が座り討論を展開する構成に落ち着いた。1972年12月までに延べ1,000人以上のパネラーが出演し、学者や評論家などの他に市民の少数意見を大事にする姿勢もとりパネラーのうち3分の1は一般主婦が参加、1週で収まらない内容の際には2週連続の構成で放送した。スタジオ内には従来の視聴者参加番組に見られるような観覧者を据えた雛壇を配さず視聴者を聞き手とする彼我の関係を避けるものとした。

## 番組の終焉
1973年2月10日・17日放送にてマスコミ批判が高まる世相を反映しマスコミの存在を総点検する思いを込めた「マスコミ告発シリーズ」の企画としてパネラーに鈴木均を筆頭に釧路新聞・夕張タイムス・北海民友新聞・日高報知新聞といった道内中小紙の関係者が据えられ2月7日に収録を実施、「われらみなジャーナリスト」の副題で大新聞を批判しジャーナリズムのあり方を考える内容を展開。しかし放送前に単独スポンサーの北海道電力が同放送回の提供を拒否し局長会にて善後策を協議し、ノンスポンサーでCM映像にワイプを掛け「STVの自主放送でお送りします」のメッセージを入れて放送、その後北電は3月一杯での放送終了の方針を通告。伊達火力発電所建設計画に関して地元住民の建設反対運動に対抗し新聞社へ働きかけていた状況の中で「大新聞の機嫌を損ねる番組のスポンサーにはなれない」との方針となり、同年3月をもって終了となった。北電の広報課長は月刊クォリティの取材に対し「STVが制作する内容にはノータッチだが、公共事業として地域に密着するのに相応しい番組ではないため改編期でもあり降板した」との見解を延べている。

## 放送時間
- 1970年4月4日 - 7月4日：土曜11:00 - 11:50[6]
- 1970年7月11日 - 1971年4月17日：土曜11:00 - 11:45[7]
- 1971年4月24日 - 7月3日：土曜10:45 - 11:45[8]
- 1971年7月10日 - 11月27日：土曜11:00 - 11:45[9]
- 1971年12月4日 - 1972年3月25日：土曜10:45 - 11:30[10]
- 1972年4月1日 - 1973年3月30日：土曜9:30 - 10:30[11][12]

この他日曜23:50 - 月曜0:50などに再放送枠も設けた。

## 出演者
司会
- 栗原玲児
- 宮本蓉子（STVアナウンサー）[13]（1970年4月4日 - 1971年3月27日）[14]
- 斎藤伸一（STVアナウンサー）[13]（1970年4月4日 - 1971年3月27日）[14]
- 高野義雄[15][16]（STVアナウンサー）（1971年4月10日以降[14]）
- 志村隆子[15]（1971年4月10日 - 10月16日 [14]）
- のむらようこ[16]（STVアナウンサー）（1971年10月23日以降[14]）

主なパネラー
- 犬養智子[17]
- 上坂冬子[18]
- 恩地日出夫[19]
- 桐島洋子[20]
- 河邨文一郎[21]
- 小中陽太郎[22]
- 佐藤愛子[23]
- 竹中労[24]
- 竹村健一[25]
- 俵萌子[26]
- 十返千鶴子[27]
- 土岐雄三[28]
- なだいなだ[29]
- 羽仁進[30]
- 樋口恵子[31]
- 虫明亜呂無[32]
- 吉武輝子[33]

## 放送リスト
1970年
- 4月4日 先生とは・・・
- 4月11日 サラリーマン汝の名は・・・
- 4月18日 男女は同権か
- 4月25日 服装とユニセックス
- 5月2日 医は仁術か?
- 5月9日・16日 女にとって職業とは何か?
- 5月23日 女子大生を考える - 北星学園キャンパスから中継[35]
- 5月30日 無医村
- 6月6日・13日 アメリカと私
- 6月20日 旧土人保護法の存廃
- 6月27日 若者と軍歌
- 7月4日 宿題はためになるか
- 7月11日・18日 過疎を考える
- 7月25日 PTAとは
- 8月1日 遊び場をかえして
- 8月8日 原子力発電所の設置をめぐって
- 8月15日 終戦特集・北方領土
- 8月22日 再び旧土人保護法の存廃
- 8月29日 北海道の観光を考える
- 9月5日 開発公害を考える
- 9月12日 競馬はギャンブルか
- 9月19日 冒険者たちの生きがい
- 9月26日 差別と偏見の谷間で
- 10月3日 おやじと高校生
- 10月10日 スポーツばんざい
- 10月17日 現代女房論
- 10月24日 隣は何をする人ぞ
- 10月31日 現代っ子は童話が嫌い
- 11月7日 婦人雑誌を考える
- 11月14日 ちびっ子のけいこごと-才能開発と情操教育-
- 11月21日 女のしあわせは男しだいか
- 11月28日 お歳暮の季節ですが・・・
- 12月5日 誰のための修学旅行
- 12月12日 夫のこづかい
- 12月19日 交通事故死日本一
- 12月26日 おしゃべり忘年会-女性がとらえたこの一年-

1971年
- 1月2日 71サラリーマン像
- 1月9日 20才の出発
- 1月16日 あなたにとって愛国心とは
- 1月23日 みそ汁と化粧品-女性の経済学-
- 1月30日 女のしあわせは結婚か
- 2月6日 真夜中のコミュニケーション-深夜放送の意味するもの-
- 2月13日 大学で何を学ぶのか
- 2月20日 大学はどうかわるか
- 2月27日 北海道文化論
- 3月6日 幼児教育
- 3月13日 プレ五輪のあとで
- 3月20日 貴女の家事を分析する
- 3月27日 再び女の生きがいをめぐって
- 4月10日 婦人参政権亡国論
- 4月17日 職場の女性を点検すれば
- 4月24日 スパルタ教育是非
- 5月1日 レジャーを再点検する
- 5月8日 看護婦は聖職か
- 5月15日 よき妻の条件
- 5月22日 よき夫の条件
- 5月29日 年上の女談義
- 6月5日 女の先生
- 6月12日・19日 自然と人間
- 6月26日 新しい女性像をめぐって
- 7月3日 通信簿をはだかにすれば
- 7月10日 明治生まれの発言
- 7月17日 この異常な切手ブーム
- 7月24日 大久保事件はまたおきる
- 7月31日 大正からの発言
- 8月7日 おやじと息子
- 8月14日 戦争を考える
- 8月21日・28日 昭和ひと桁の発言
- 9月4日・11日 昭和ふた桁の発言
- 9月18日 老人よ自衛せよ
- 9月25日・10月2日 よき妻 よき母親
- 10月9日・16日 ポルノの限界をさぐる
- 10月23日・30日 あなたも殺される
- 11月6日 高校生の制服やめるやめない論
- 11月13日 サラリーマンの服装自由化是非論
- 11月20日・27日 30代の主婦を告発する
- 12月4日・11日 私の日本人論
- 12月18日 ことし一年をふりかえって
- 12月25日 来年に期待するもの

1972年
- 1月1日・8日 今年を展望する
- 1月15日・22日 20歳の発言
- 1月29日・2月5日 日本映画よどこへ行く
- 2月12日・29日 わがふるさと
- 2月26日・3月4日 女性にとって教養とはなにか
- 3月11日・18日 こどもにとって父親は必要か
- 3月25日・4月1日 OLべからず集
- 4月8日・15日 サラリーマン重税論
- 4月22日 お宅の性教育はまちがっている？
- 4月29日 学校での性教育のあり方
- 5月6日 かあちゃんのブルース
- 5月13日 わたしほんとに生きたのかしら
- 5月20日 女・40代の青春
- 5月27日 女・40代の生き方
- 6月3日 "放任主義"入門
- 6月10日 真の"放任主義"とは
- 6月17日・6月24日 男が女をだめにする
- 7月1日 あなたはなぜ会社をやめられない?
- 7月8日 ほんとうの生き方
- 7月15日 若人への提言
- 7月22日 戦争を知らない子供たちへ
- 7月29日 ウーマンリブ・男と女の関係
- 8月5日 ウーマンリブ・悪者はだれか
- 8月12日 北海道は日本のユートピアか
- 8月19日 海外旅行ブーム
- 8月26日 こどもをむしばむもの
- 9月2日 理想の学校とは?
- 9月9日・15日　老人問題を考える・敬老の周辺
- 9月23日 嫁さんと姑さんのつき合い
- 9月30日 嫁と姑・新しい親子関係
- 10月6日・14日 経済的"中絶"是か否か
- 10月21日・28日 おんなよむべからず・読書の秋
- 11月4日 会費制結婚式再考
- 11月11日 ああ結婚
- 11月18日・25日 とまどいの中の性教育
- 12月2日 オール3以下バンザイ!
- 12月9日 英才教育論
- 12月16日・23日 日本人が日本人を差別する
- 12月30日 今年を総括する

1973年
- 1月6日 ことしを占う
- 1月13日 ゆっくり歩こう・脱日本人論
- 1月20日 急がせるのは誰だ・脱日本人論
- 1月27日・2月3日 内職は甘い香りがする
- 2月10日・17日 われらみなジャーナリスト
- 2月24日 子供を幸せにするには
- 3月3日 なぜ、子供を叱るのか
- 3月10日・17日 ケチの功罪
- 3月24日 男が酒を呑むとき
- 3月30日 男・酒を呑むべし

## 書籍
- 土曜焦点 あなたを告発する（玉木書房刊 札幌テレビ放送報道制作局編 1972年）
  - 「三十代の主婦を告発する」（1971年11月20日・27日）・「ポルノ解禁是非」（1971年10月9日・16日）・「私と戦争」（1971年8月14日）・「高校生の制服やめるやめない論」（1971年11月6日）・「女性にとって教養とは何か」（1972年2月26日・3月4日）・「子供にとって父親は必要か」（1972年3月11日・18日）の6テーマの討論内容を収録[36]。